# Andrea Barberi
Andrea Barberi (Tívoli, 15 de enero de 1979-Roma, 20 de diciembre de 2023) fue un atleta de velocidad italiano especializado en los 400 metros.

## Carrera
Barberi terminó quinto en el Campeonato Europeo de Atletismo de 2006 y en el Campeonato Europeo de Atletismo en Pista Cubierta de 2007. También alcanzó las semifinales del Campeonato Mundial de Atletismo de 2005. En la Copa del Mundo de Atletismo de 2006 terminó quinto en relevo 4 × 400 metros con la selección europea.
El 27 de agosto de 2006, en Rieti, corrió en 45,19 segundos, batiendo el récord italiano al aire libre que se mantenía desde 1981.
La Federación Italiana de Atletismo anunció la muerte de Barberi el 20 de diciembre de 2023. Tenía 44 años.

## Títulos nacionales
Barberi ganó nueve veces el Campeonato Italiano de Atletismo individual:
- 400 metros (2001, 2002, 2003, 2004, 2005, 2006, 2007, 2008)
- 400 metros (pista cubierta; 2004)